# 近藤紗奈
近藤 紗奈（こんどう さな、1988年5月2日 - ）は、徳島県出身のバスケットボール選手である。ニックネームは「ウミ」。ポジションはフォワード。

## 来歴
牟岐中から富岡東高へ進学。1年生の時、インターハイに出場して2回戦進出。1回戦では14得点。高校卒業後は鹿屋体育大学を経て、2011年に新潟アルビレックスBBラビッツ入団。
2016年引退。

## 経歴
- 富岡東高校 - 鹿屋体育大学 - 新潟（2011年〜2016年）